# Christoph Lachewitzer

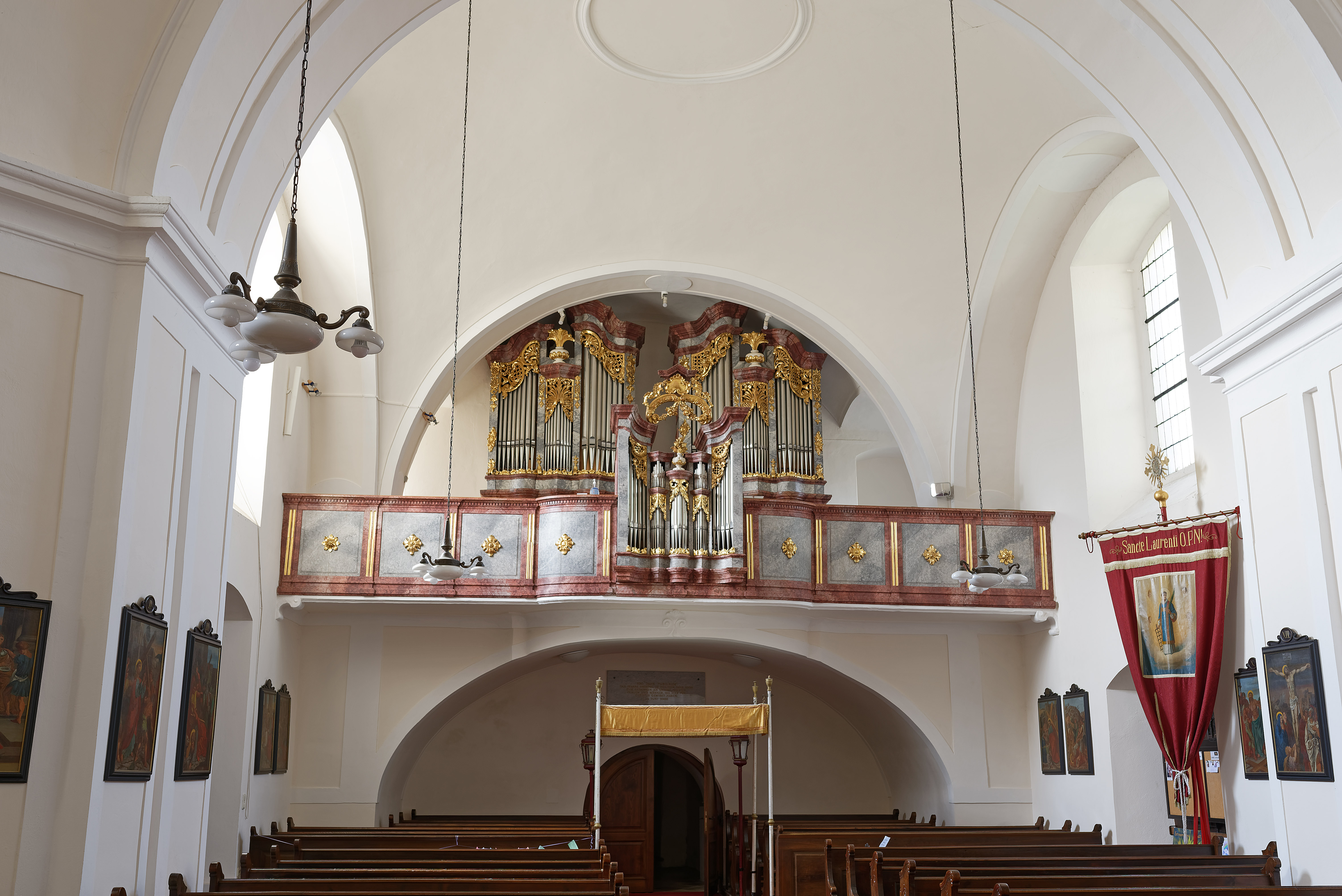
Lachewitzer-Orgel der Pfarrkirche Drösing

Christoph Lachewitzer (Lachewizer) (* spätes 17. Jahrhundert in Hohenfurth (heute: Vyšší Brod) an der Moldau in Tschechien; † Mitte des 18. Jahrhunderts in Urfahr) war ein österreichischer Orgelbauer.

## Leben
Christoph Lachewitzer war in den zwanziger Jahren des 18. Jahrhunderts in Freistadt in Oberösterreich als Orgelbauer und als Tischler tätig und erlernte nach seinen eigenen Angaben den Orgelbau in Mainz. 1728 baute er die Chororgel im Stift Zwettl. Bis 1740 ist er in Freistadt als Tischler nachweisbar.
Sein späterer Konkurrent Anton Leopold Preysinger, geb. 1710, soll bei ihm schon gearbeitet haben. Mit Anton Preysinger geriet er später in Konflikt, sodass ihm dieser bei einer Auseinandersetzung vorhielt, dass er bei Lachewitzer mehr das Tischlern als den Orgelbau gelernt habe.

## Werkliste
| Jahr           | Ort            | Gebäude                    | Bild | Manuale | Register | Bemerkungen |
| -------------- | -------------- | -------------------------- | ---- | ------- | -------- | --- |
| 1727 oder 1729 | Drösing        | Pfarrkirche Drösing        |      | II/P    | 15       | ursprünglich für die Franziskanerkirche in Langenlois errichtet, nach dessen Klosteraufhebung 1783 nach Drösing transferiert |
| 1738           | Thunau am Kamp | Pfarrkirche Thunau am Kamp |      | II/P    | 16       | umstritten, ob von Anton Preysinger oder von Christoph Lachewitzer errichtet                                                 |